# Jekatěrina Fesenková
Jekatěrina Fesenková, provdaná Gruňová (* 10. srpna 1958 Krasnodar) je bývalá sovětská atletka, která se věnovala čtvrtce s překážkami, mistryně světa v této disciplíně z roku 1983.

## Sportovní kariéra
Na evropském šampionátu v Athénách v roce 1982 doběhla ve finále na 400 metrů překážek na sedmém místě. O rok později se stala v Helsinkách mistryní světa v této disciplíně. Při svém vítězství si vytvořila osobní rekord 54,14.